# Duque de Caxias Futebol Clube
Duque de Caxias Futebol Clube é uma agremiação esportiva da cidade de Duque de Caxias na região metropolitana do Rio de Janeiro fundada em 8 de março de 2005.
Entre 2009 e 2011 disputou a Série B do Campeonato Brasileiro sendo sua melhor participação em 2009 quando terminou na oitava colocação. Disputou ainda a Copa do Brasil de 2014, por ter sido o campeão da Copa Rio de 2013, mas foi eliminado na primeira fase pela Caldense. Atualmente, disputa o Campeonato Carioca Série A2, após ser campeão do Campeonato Carioca Série B1 em 2023.
No Futebol Feminino, em âmbito nacional foi campeão da Copa do Brasil em 2010 e vice-campeão da Taça Brasil de Futebol Feminino em 2006. Também ostenta quatro títulos do Campeonato Carioca em 2005, 2006, 2007 e 2011, além de ter sido vice-campeão em outras sete oportunidades (2009, 2010, 2012, 2013, 2014, 2017 e 2018). Atualmente ocupa a 14ª colocação no ranking da categoria com 7 064 pontos.

## História

### Antecendentes

#### Tamoio Futebol Clube (1957-2005)

Escudo do Tamoio Futebol Clube

O Tamoio Futebol Clube foi fundado no dia 22 de fevereiro de 1957 e era sediado no distrito duquecaxiense de Xerém. Sua antiga praças de esportes se chamava Neobey Brandão e seu espaço deu origem ao estádio atual, intitulado Romário de Souza Faria, o Marrentão.
O clube disputava os campeonatos da Liga Desportiva de Duque de Caxias, vencendo o certame de adultos em 1984 de forma invicta batendo o Nova Esperança Futebol Clube, na semifinal, e o Tricolor Futebol Clube, na decisão. Em 1985, participa da Copa dos Campeões do Estado do Rio de Janeiro, promovida pela FFERJ, mas após vencer o Expressinho Futebol Clube, do Departamento Amador da Capital, cai diante do Tiradentes, de São Gonçalo.
Em 1986, o time se profissionaliza para a disputa da Terceira Divisão, a qual sagra-se vice-campeão apenas em 1989, subindo para a Segunda Divisão com o campeão Rio das Ostras Futebol Clube. Passa então a disputar a Segunda até 1990, quando é rebaixado para uma nova Segunda Divisão que é criada, mas que na prática funcionava como terceiro módulo, já que a primeira foi dividida em módulo A e B. 
Em 1994 o Tamoio muda de nome para Duque de Caxias Futebol Clube para a disputa do Campeonato Carioca da Terceira Divisão de 1994 com o intuito de criar uma identificação com a população duque-caxiense. A ideia porém não deu certo e a equipe volta a se chamar Tamoio Futebol Clube.
Em 2005 a equipe se extingue e as suas instalações servem de base para a fundação do atual Duque de Caxias Futebol Clube.

### 2005 a 2007: Surgimento e acesso no Rio

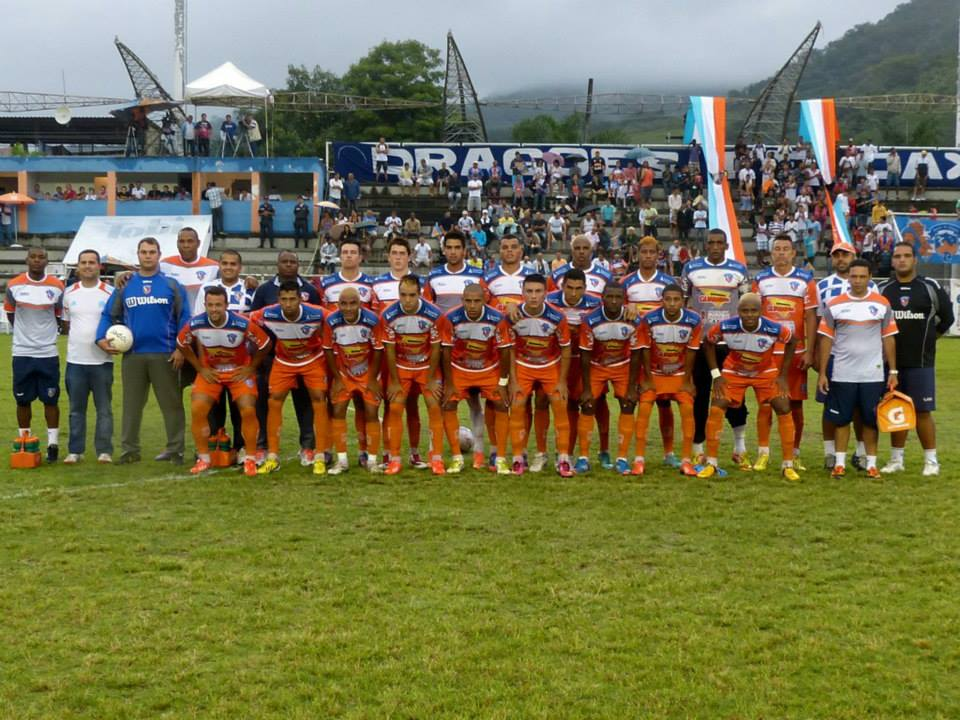
Equipe profissional do Duque de Caxias, campeã da Copa Rio em 2013.

Em 8 de março de 2005, foi fundado o Duque de Caxias Futebol Clube. O clube foi formado a partir das instalações do Tamoio Futebol Clube.
Estreou o futebol profissional na disputa da Copa Rio de 2005 e sua primeira partida foi diante do Condor, onde foi derrotado por 1 a 0, no Louzadão, em Mesquita. A primeira vitória veio na terceira rodada contra o Esporte Clube Resende, no estádio Mestre Telê Santana da Silva. O Duque de Caxias foi eliminado nas quartas de final para o Profute, terminando a competição em sexto lugar.
No ano seguinte, o Duque de Caxias conseguiu a vaga para a disputa da Segunda Divisão do Campeonato Carioca, depois de ser campeão invicto da seletiva que dava vagas na competição. No mesmo ano, disputou a Segunda Divisão, onde chegou à fase final. Entretanto, não conseguiu o acesso, pois ficou em sexto lugar.
No ano de 2007, a equipe novamente disputou a Copa Rio no primeiro semestre. Fez uma excelente campanha, terminando na sexta posição, que mais tarde lhe daria a vaga para a Série C do Brasileiro de 2008. No segundo semestre de 2007, o Duque de Caxias disputou a Segunda Divisão Carioca. A equipe terminou a competição em quinto lugar e, como nesse ano as cinco melhores equipes subiam para a primeira divisão, pois a FFERJ desejava que o Campeonato Carioca fosse aumentado para dezesseis times, a equipe garantiu o acesso inédito à elite do futebol carioca.

### 2008: Acesso nacional
Em 2008, o Duque de Caxias estreou no Campeonato Carioca e, na sua estreia, venceu o America por 5 a 2, na casa do adversário. Após isto, o Duque de Caxias fez uma campanha irregular e terminou a competição em 12º lugar. No segundo semestre, a equipe disputou a Copa Rio com um time muito desfalcado e, novamente, terminou na sexta colocação.
Com a desistência da Cabofriense, que disputaria a Série C do Campeonato Brasileiro por ter sido vice-campeã da Copa Rio de 2007, e, ainda com a recusa também de Bangu, Nova Iguaçu e Olaria (3º, 4º, e 5º lugares respectivamente), o Duque de Caxias ganhou a vaga para a Série C do Campeonato Brasileiro de 2008.
Na primeira fase, o Duque de Caxias se classificou na segunda posição do Grupo 11, empatado em número de pontos e saldo de gols com o terceiro colocado Paulista, porém, tinha feito mais gols (8 contra 6) e ficou com a vaga, junto com o América Mineiro. No Grupo 22, outra segunda colocação, desta vez com tranquilidade e se classificou junto com o Guaratinguetá. Na terceira fase, o Duque de Caxias novamente precisou dos gols marcados para avançar no torneio em segundo, na chave 27: empatou em pontos e saldo com o Guaratinguetá e fez 12 gols, contra 10 do adversário. No Octogonal Final da competição, o Duque de Caxias ficou na quarta colocação e garantiu o acesso inédito à Série B do Campeonato Brasileiro, também nos gols marcados: 27, contra 20 do Águia de Marabá, quinto colocado. O clube ainda perdeu um ponto, conquistado diante do Rio Branco-AC, no episódio conhecido como cai-cai, na Arena da Floresta, pela segunda rodada da fase.

### 2009 a 2011: Série B
Em 2009, o Duque de Caxias disputou, pela primeira vez, a Série B do Campeonato Brasileiro. Após um bom início, com duas vitórias nos dois primeiros jogos, contra Campinense e Juventude, o time fez uma campanha irregular, mas fez uma boa reta final, com o comando de Gilson Kleina e terminou na oitava colocação, a melhor posição conquistada pelo Tricolor da Baixada na competição.
No ano seguinte, no Campeonato Carioca, o Duque de Caxias, por pouco, não foi rebaixado para a Série B, quando disputou, ao lado de Resende e Friburguense, o Grupo X, que definia o último time que sofreria o descenso. No fim, o Duque de Caxias terminou na liderança e, ao lado do Resende, escapou do rebaixamento. Na Série B do Campeonato Brasileiro, o mau início quase estragou os planos da permanência do time na Série B, porém, novamente com Kleina como treinador, o clube se recuperou e terminou na 11ª posição.
No último ano do Duque de Caxias na Série B, o Tricolor fez a pior campanha da história da competição, vencendo apenas duas partidas em 38 disputadas, caindo para a Série C em 2012.

#### Primeiro título internacional
Simultaneamente à Série B de 2009, no mês de novembro, o time B do Duque de Caxias disputou um torneio internacional - a Number One BTV Cup, em sua décima edição - no Vietnã. O Duque de Caxias venceu os três jogos da fase inicial e passou para a grande final ao vencer o clube vietnamita Binh Duong pelo placar de 3 a 0.
A final foi contra o também vietnamita Dong Tam Long An FC, time mais tradicional do Vietnã e bicampeão do mesmo torneio BTV Cup. O Tricolor venceu por 2 a 1, sagrando-se o grande campeão invicto e com 100% de aproveitamento, representando então o Brasil, ao lado do Matsubara e do Bangu, como os vencedores do torneio.

### 2012 e 2013: Série C
Assim como nos anos anteriores, o Duque de Caxias disputou, no primeiro semestre, o Campeonato Carioca, mas, desta vez, sem sustos. O foco foi o retorno à Série B do Campeonato Brasileiro, após a queda em 2011. No novo regulamento da Série C do Campeonato Brasileiro, os 20 times eram divididos em dois grupos, passando os quatro melhores.
Em 2012, o Duque de Caxias terminou a primeira fase na segunda colocação do Grupo B, atrás apenas do Macaé. Entretanto, nas quartas de final, o clube foi eliminado em pleno Estádio Marrentão para o Icasa e ficando, assim, sem o retorno à Série B do Campeonato Brasileiro. No ano seguinte, o cenário foi contrastante. Após campanha bastante irregular, com poucas vitórias em casa, o Duque de Caxias escapou da zona de rebaixamento à Série D do Campeonato Brasileiro na última partida, ao vencer o Caxias no Estádio Marrentão, garantindo a sétima colocação no Grupo B e a permanência na Série C do Campeonato Brasileiro.

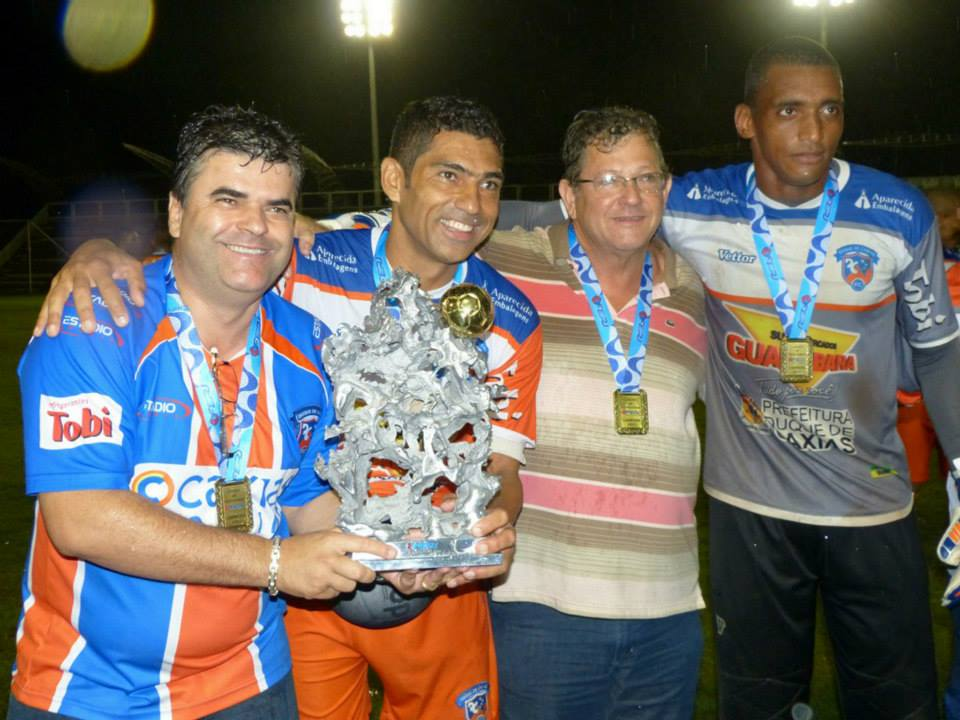
O presidente de honra, Washington Reis, o capitão André Gomes, o presidente Luiz Carlos Arêas e o goleiro Fernando após o título da Copa Rio de 2013.

#### Primeiro título estadual
Em meio à Série C do Campeonato Brasileiro de 2013, o Duque de Caxias iniciou a disputa da Copa Rio. Na primeira fase, o Duque de Caxias entrou com um time B, como fizera em 2011 e 2012, e conseguiu a classificação antecipada em segundo lugar no Grupo B, cujo líder foi o Volta Redonda.
Com o fim da Série C do Campeonato Brasileiro, o Duque de Caxias começou a segunda fase com o elenco que disputou a competição nacional e, também antecipadamente, garantiu a liderança do Grupo E, com 10 pontos, e passou, pela primeira vez, para as semifinais da competição. O segundo colocado foi o Boavista-RJ.
Nas semifinais, o Duque de Caxias enfrentou o Bangu. Na partida de ida, no Estádio Marrentão, o time goleou o por 4 a 1 e, na volta, em Moça Bonita, outra vitória: 1 a 0 e a classificação para a final. Na decisão, um reencontro com o Boavista-RJ. No primeiro jogo, o Duque de Caxias foi derrotado por 1 a 0, no Estádio de Los Larios e, na partida derradeira, vitória do Tricolor por 3 a 1, que conquistou seu primeiro título estadual da história, garantindo uma vaga inédita para a Copa do Brasil de 2014.

### Duplo rebaixamento e atualmente
Em 2014, o Duque de Caxias fez uma campanha muito irregular no Campeonato Carioca, terminando na última colocação, sendo rebaixado para a Série B do ano seguinte, juntamente com o Audax Rio. Foram duas vitórias, três empates e dez derrotas, sendo o segundo pior ataque com 14 gols marcados e a pior defesa com 31 gols sofridos. Apesar da campanha ruim, um fato inusitado entraria para a história do clube naquele ano: Em um jogo contra o Flamengo o Lateral Janderson Rodrigues Bahia conhecido como Rodrigues do Duque de Caxias aos 27'/1T fez um gol olímpico no rival em pleno Maracanã.Foi o primeiro gol olímpico de uma equipe no estádio após a reforma para a Copa do Mundo de 2014 e o primeiro gol olímpico da história do Clube. A partida terminou empatada em 2 x 2.  Em sua estreia na Copa do Brasil foi eliminado na primeira fase pela Caldense.O Duque apostava suas fichas na disputa da Série C para passar uma borracha na sua temporada, mas com uma parceria com a empresa Big e com um time muito limitado, o Tricolor da Baixada acabou sendo rebaixado para a Série D com três rodadas de antecedência,competição em que disputou pela primeira vez na história. Na Copa Rio participou do grupo D que tinha Bonsucesso, Friburguense e Resende na chave, porém não conseguiu repetir a boa campanha do ano passado quando conquistou o título.Com 3 empates, 3 derrotas, nenhuma Vitória e 3 pontos em 6  jogos o time terminou na Lanterna da Chave eliminado na primeira fase.
Em 2015 o Duque de Caxias disputa a série B do Campeonato Carioca. No Primeiro turno (Taça Santos Dumont) no grupo B o Duque não faz uma campanha de destaque, terminando na modesta sétima colocação. Já no segundo turno (Taça Corcovado) a equipe melhora de rendimento e termina como líder de seu grupo com 20 pontos.Em 8 jogos foram 6 Vitórias 2 empates e nenhuma derrota, avançando assim para a fase seguinte. Porém nas semifinais o Duque foi eliminado pelo Americano nos pênaltis por 4 x 3 após cada equipe ter vencido uma partida por 2 x 0. Em sua primeira participação na série D do campeonato Brasileiro o Duque caiu no grupo A6, juntamente com Botafogo SP, CRAC, Gama e Villa Nova MG.Com uma campanha de 2 vitórias 1 empate 5 derrotas e 7 pontos conquistados em 8 jogos a equipe não consegue avançar de fase terminando na quarta colocação, ficando assim sem divisão nacional.
Em 2016 volta a fazer campanha ruim no Campeonato Carioca série B não se classificando nem para as semifinais da Taça Santos Dumont nem para as semifinais da Taça Corcovado e só escapou de um novo rebaixamento a terceira divisão do Estado porque o Angra do Reis perdeu 17 pontos por ter escalado Luiz Felippe e Vitor, dois jogadores supostamente irregulares, em quatro jogos da competição.
Em 2017 a divisão passa a ser denominada série B1. Na taça (Taça Santos Dumont) o Duque se classifica em segundo lugar no Grupo mas novamente é eliminado na semifinais pelo Audax Rio após perder por 2 x 0
Em 2021, no Campeonato Carioca Série A2, sofreu o golpe mais duro de sua história: A queda para a 3° divisão do Campeonato Carioca. Chegou na última rodada dependendo apenas de si ou de um tropeço do Angra dos Reis, que estava na última posição, enquanto o Duque de Caxias estava em penúltimo, mas com o resultado favorável do Angra dos Reis e a derrota do Duque de Caxias para o América RJ, o clube foi rebaixado para o Campeonato Carioca Série B1, equivalente a 3° divisão.
Em 2023, a equipe conquistou a Taça Corcovado e o Campeonato Carioca Série B1, retornando a segunda divisão do Campeonato Carioca.
Em 2025, a equipe disputou o Campeonato Carioca Série A2, juntamente com outras 11 equipes. Terminou a competição na penúltima colocação, após empatar sem gols contra a Cabofriense na última rodada, sendo rebaixado para o Campeonato Carioca Série B1.

## Treinadores

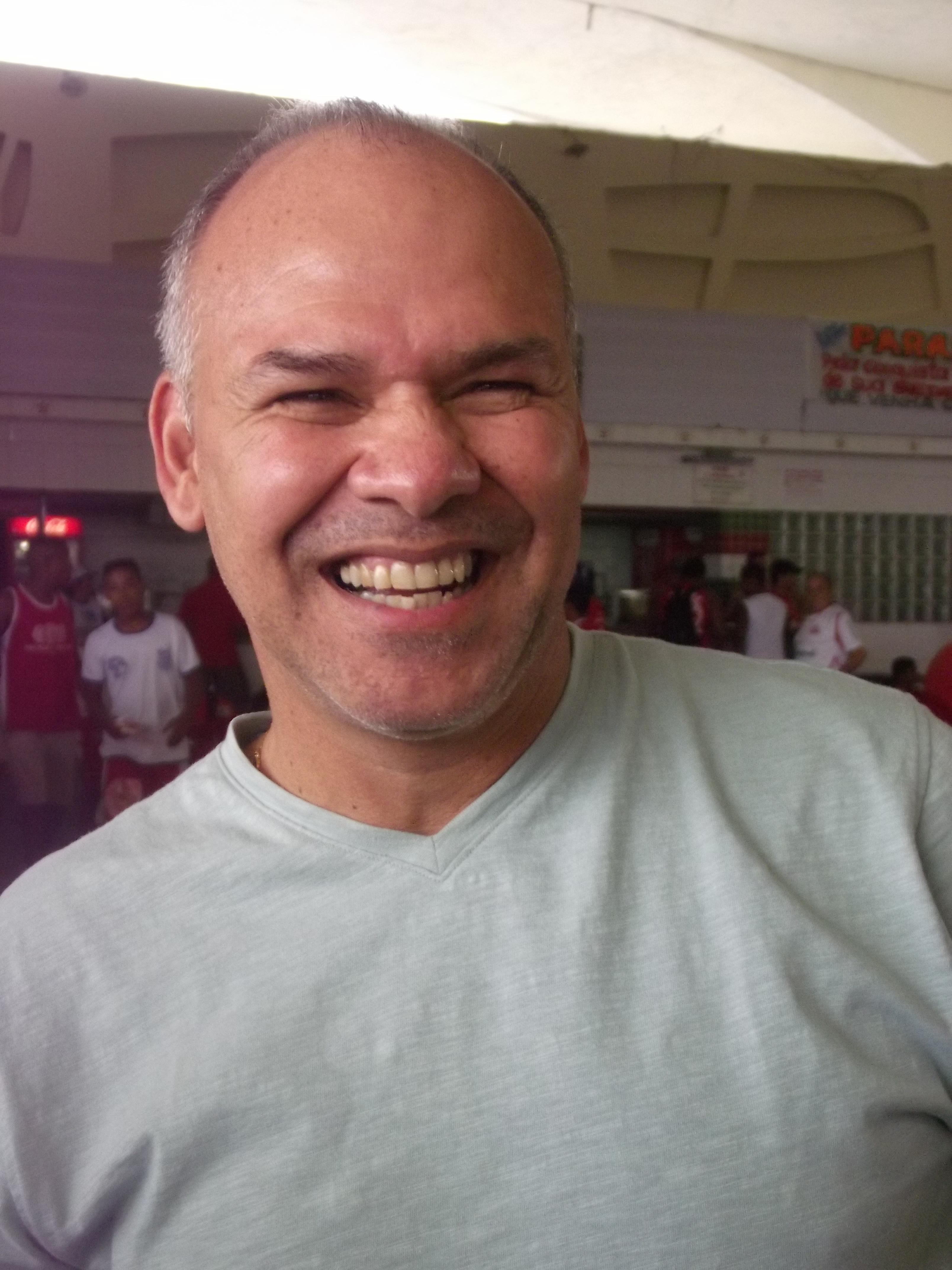
Marcelo Buarque, técnico do acesso à Série B.

| Treinador             | Período     |
| --------------------- | ----------- |
| Dé Aranha (1)         | 2005 – 2006 |
| Manoel Neto (1)       | 2006 – 2008 |
| Valmir Louruz (1)     | 2008        |
| Marcelo Buarque (1)   | 2008 – 2009 |
| → Paulo Sérgio (1)    | 2008        |
| → Toninho Barroso (1) | 2009        |
| Carlos César (1)      | 2009        |
| Rodney Gonçalves (1)  | 2009        |
| Gilson Kleina (1)     | 2009        |
| Álvaro Miranda (1)    | 2010        |
| Aílton Ferraz (1)     | 2010        |
| → Joelton Urtiga (1)  | 2010        |
| Gilson Kleina (2)     | 2010        |
| Arthur Bernardes (1)  | 2011        |
| Waldemar Lemos (1)    | 2011        |
| Alfredo Sampaio (1)   | 2011        |
| Valdir Espinosa (1)   | 2011        |
| Paulo Campos (1)      | 2011        |
| → Caco Espinoza (1)   | 2011        |
| Mário Marques (1)     | 2011 – 2012 |
| Eduardo Allax (1)     | 2012        |
| → Marquinhos (1)      | 2012        |
| Amílton Oliveira (1)  | 2012        |
| → Mário Junior (1)    | 2012        |
| Vinícius Eutrópio (1) | 2012        |
| Josué Teixeira (1)    | 2013        |
| Júnior Lopes (1)      | 2013        |
| Mário Marques (2)     | 2013        |
| Eduardo Allax (2)     | 2013        |
| → Mário Junior (2)    | 2013        |

| Treinador              | Período     |
| ---------------------- | ----------- |
| Alexandre Gama (1)     | 2014        |
| César Diniz (1)        | 2014        |
| → Mário Junior (3)     | 2014        |
| Sérgio Farias (1)      | 2014        |
| → Mário Junior (4)     | 2014        |
| → Moura Ribeiro (1)    | 2014        |
| Eduardo Allax (3)      | 2014        |
| → Moura Ribeiro (2)    | 2014        |
| → Luiz Paulo (1)       | 2014        |
| Bruno Quadros (1)      | 2014        |
| Fahel Júnior (1)       | 2014        |
| → Moura Ribeiro (3)    | 2014        |
| Mário Junior (5)       | 2015        |
| Julio Marinho (1)      | 2015        |
| Emanoel Sacramento (1) | 2015        |
| Mário Junior (6)       | 2016        |
| Cássio Barros (1)      | 2016        |
| Julio Marinho (2)      | 2017        |
| Palinha (1)            | 2017        |
| Orlando Brandão (1)    | 2017        |
| Julio Marinho (3)      | 2018        |
| Mário Junior (7)       | 2019        |
| Tinoco (1)             | 2020        |
| Eduardo Allax (4)      | 2021        |
| Mário Junior (8)       | 2021        |
| Tinoco (2)             | 2022 – 2023 |
| Alexandre Gomes (1)    | 2024        |

## Jogadores destacados
| - Coquinho - Dudu - Viola - Edivaldo - Juninho | - Madson - Renatinho - Somália - Tinoco |

## Títulos
| ESTADUAIS          | ESTADUAIS                     | ESTADUAIS | ESTADUAIS  |
|                    | Competição                    | Títulos   | Temporadas |
| ------------------ | ----------------------------- | --------- | ---------- |
|                    | Copa Rio                      | 1         | 2013       |
|                    | Campeonato Carioca - Série B1 | 1         | 2023       |
| TURNOS DO ESTADUAL |                               |           |            |
|                    | Competição                    | Títulos   | Temporadas |
|                    | Taça Corcovado                | 1         | 2023       |
| AMISTOSOS          |                               |           |            |
|                    | Competição                    | Títulos   | Temporadas |
| Vietname           | BTV Cup                       | 1         | 2009       |

## Estatísticas

### Participações
|  | Participações em 2025 |

| Competição     | Competição     | Temporadas | Melhor campanha           | Estreia | Última | P | R |
| -------------- | -------------- | ---------- | ------------------------- | ------- | ------ | - | - |
| Rio de Janeiro | Série A        | 7          | 10º colocado (2011)       | 2008    | 2014   |   | 1 |
| Rio de Janeiro | Série A2       | 11         | 3º colocado (2020 e 2024) | 2006    | 2025   | 1 | 2 |
| Rio de Janeiro | Série B1       | 4          | Campeão (2023)            | 2021    | 2025   | 1 | – |
| Rio de Janeiro | Copa Rio       | 12         | Campeão (2013)            | 2005    | 2025   |   |   |
| Brasil         | Série B        | 3          | 8º colocado (2009)        | 2009    | 2011   | – | 1 |
| Brasil         | Série C        | 4          | 4º colocado (2008)        | 2008    | 2014   | 1 | 1 |
| Brasil         | Série D        | 1          | 30º colocado (2015)       | 2015    | 2015   | – |   |
| Brasil         | Copa do Brasil | 1          | 1ª fase (2014)            | 2014    | 2014   |   |   |

### Temporadas do Duque de Caxias Futebol Clube
Legenda:
| Campeão. Vice-campeão. Eliminado na semifinal. | Rebaixado à divisão inferior. Campeão e promovido à divisão superior. Promovido à divisão superior. |

### Retrospecto em competições oficiais
Última atualização: Série D de 2015.
| Competição | Temporadas | Títulos | Pts. | J   | V  | E  | D  | GP  | GC  |
| ---------- | ---------- | ------- | ---- | --- | -- | -- | -- | --- | --- |
| Série B    | 3          | –       | 121  | 114 | 32 | 25 | 57 | 133 | 195 |
| Série C    | 4          | –       | 104  | 88  | 28 | 20 | 40 | 107 | 133 |
| Série D    | 1          | –       | 7    | 8   | 2  | 1  | 5  | 10  | 11  |

 Pts Pontos obtidos, J Jogos, V Vitórias, E Empates, D Derrotas, GP Gols Pró e GC Gols Contra

## Ranking da CBF

### Masculino
Ranking atualizado em dezembro de 2016
- Posição: 73º
- Pontuação: 971 pontos[21]

### Feminino
Ranking atualizado em novembro de 2016
- Posição: 11º
- Pontuação: 8 532 pontos

Ranking criado pela Confederação Brasileira de Futebol para pontuar todos os clubes do Brasil.

## Futebol Feminino
No ano seguinte, a parceria conquistou seu segundo título, ao se sagrar campeão do Campeonato Estadual Feminino de forma invicta. Ainda em 2011, disputou a Libertadores. Porém, o Duque de Caxias somou apenas quatro pontos na primeira fase e acabou sendo eliminado após perder para o Colo-Colo.
A partir de 2012, com o fim da parceria com o CEPE-Caxias, o Duque de Caxias manteve o departamento de futebol feminino, absorvendo todas as jogadoras e comissão técnica do CEPE-Caxias. No ano, a equipe ficou com o vice-campeonato estadual ao perder para o Vasco da Gama e foi eliminado na primeira fase da Copa do Brasil, para o Centro Olímpico. Em 2013, novamente foi vice-campeão Estadual e foi eliminado nas quartas de final pelo São José-SP.
Em 2018, o Duque de Caxias confirmou, em seu site oficial, a conquista de mais três títulos estaduais, já que a equipe herdou os resultados obtidos pelo CEPE-Caxias entre 2005 e 2009. Sendo assim, a equipe se tornou tetracampeã do Campeonato Carioca.

### Campeonato Brasileiro 2013 - 2014
Em 2013, a CBF, em parceria com a Caixa Econômica Federal, lançou a primeira edição do Campeonato Brasileiro de Futebol Feminino, com a presença das 20 melhores equipes do Ranking da CBF. Com isso, o Duque de Caxias participou da competição, mas foi eliminado logo na primeira fase, ficando em 3º no Grupo 1, atrás de Centro Olímpico e Rio Preto.
Em 2014, a CBF anunciou a segunda edição do Campeonato Brasileiro de Futebol Feminino em uma nova parceria com a Caixa Econômica Federal. As meninas do Tricolor da Baixada estão no Grupo 3, ao lado do São Francisco, Vitória das Tabocas, Sport e Bahia.
| NACIONAIS | NACIONAIS          | NACIONAIS | NACIONAIS               |
|           | Competição         | Títulos   | Temporadas              |
| --------- | ------------------ | --------- | ----------------------- |
|           | Copa do Brasil     | 1         | 2010                    |
| ESTADUAIS |                    |           |                         |
|           | Competição         | Títulos   | Temporadas              |
|           | Campeonato Carioca | 4         | 2005, 2006, 2007 e 2011 |

## Estatísticas

### Temporadas
Legenda:
| Campeão Vice-campeão | Classificado à Copa Libertadores da América Classificado à Copa Sul-Americana ou Copa do Brasil | Rebaixamento Acesso |

## Futebol Society
No final do ano de 2010, o Duque de Caxias confirmou a sua participação no Futebol de 7, conhecido também como futebol society. O clube jogou o Campeonato Carioca de 2011 em parceria com o Exata Futebol Society, clube tradicional nesta categoria. No entanto, foi eliminado nas semifinais.
No início de 2012, o Duque de Caxias venceu o Torneio Rio Solidário e garantiu vaga na Copa do Brasil da categoria no ano de 2013, além da participação do Torneio Rio-São Paulo.

### Títulos
- Torneio Rio Solidário (2012) [26]